# لورا دوكز
لورا دوكز (بالإنجليزية: Laura Dukes)‏ هي مغنية أمريكية، ولدت في 10 يونيو 1907، وتوفيت في 14 أكتوبر 1992.

## وصلات خارجية
- لورا دوكز على موقع ميوزك برينز (الإنجليزية)